# Liste de sondages sur l'élection présidentielle américaine de 2012
Pour un article plus général, voir Élection présidentielle américaine de 2012.
Cet article dresse une liste de sondages opposant les deux principaux prétendants à la Maison-Blanche en 2012, le républicain Mitt Romney et le démocrate Barack Obama, depuis leurs nominations officielles par leurs partis respectifs. Il reprend une série d'enquêtes menées à l'échelle nationale ainsi que dans des États pris individuellement. Certains États n'ont pas été interrogés mais davantage d'enquêtes ont été conduites dans les swing states, les États indécis susceptibles de basculer d'un camp à l'autre.

## Échelle nationale
Source: RealClearPolitics
| Source                               | Date de réalisation        | Barack Obama | Mitt Romney | Différence | Échantillon | Marge d'erreur |
| ------------------------------------ | -------------------------- | ------------ | ----------- | ---------- | ----------- | -------------- |
| George Washington University         | 4 au 5 novembre            | 47 %         | 47 %        | Égalité    | 1 000       | ± 3.1 %        |
| Rasmussen Reports                    | 3 au 5 novembre            | 48 %         | 49 %        | 1          | 1 500       | ± 3.0 %        |
| IBD/TIPP                             | 3 au 5 novembre            | 50 %         | 49 %        | 1          | 712         | ± 3.7 %        |
| CNN/Opinion Research Center          | 2 au 4 novembre            | 49 %         | 49 %        | Égalité    | 693         | ± 3.5 %        |
| Gallup                               | 1er au 4 novembre          | 49 %         | 50 %        | 1          | 2 700       | ± 2.0 %        |
| Washington Post                      | 1er au 4 novembre          | 50 %         | 47 %        | 3          | 2 345       | ± 2.5 %        |
| Monmouth University/SurveyUSA        | 1er au 4 novembre          | 48 %         | 48 %        | Égalité    | 1 417       | ± 2.6 %        |
| Wall Street Journal                  | 1er au 3 novembre          | 48 %         | 47 %        | 1          | 1 475       | ± 2.6 %        |
| Pew Research                         | 31 octobre au 3 novembre   | 50 %         | 47 %        | 3          | 2 709       | ± 2.2 %        |
| George Washington University         | 29 octobre au 1er novembre | 48 %         | 48 %        | Égalité    | 1 000       | ± 3.1 %        |
| Fox News                             | 28 au 30 octobre           | 46 %         | 46 %        | Égalité    | 1 128       | ± 3.0 %        |
| The New York Times                   | 25 au 28 octobre           | 48 %         | 47 %        | 1          | 563         | ± 4.0 %        |
| National Journal                     | 25 au 28 octobre           | 50 %         | 45 %        | 5          | 713         | ± 4.4 %        |
| Pew Research                         | 24 au 28 octobre           | 47 %         | 47 %        | Égalité    | 1 495       | ± 2.9 %        |
| IBD/TIPP                             | 22 au 27 octobre           | 45 %         | 44 %        | 1          | 930         | ± 3.5 %        |
| NPR                                  | 23 au 25 octobre           | 47 %         | 48 %        | 1          | 1 000       | ± 3.1 %        |
| George Washington University         | 22 au 25 octobre           | 49 %         | 48 %        | 1          | 1 000       | ± 3.1 %        |
| Associated Press                     | 19 au 23 octobre           | 45 %         | 47 %        | 2          | 839         | ± 4.2 %        |
| Monmouth University/SurveyUSA        | 18 au 21 octobre           | 45 %         | 48 %        | 3          | 1 402       | ± 2.6 %        |
| The Washington Times/Zogby Analytics | 18 au 20 octobre           | 50 %         | 47 %        | 3          | 800         | ± 3.5 %        |
| Wall Street Journal                  | 17 au 20 octobre           | 47 %         | 47 %        | Égalité    | 816         | ± 3.4 %        |
| CBS News                             | 17 au 20 octobre           | 48 %         | 46 %        | 2          | 790         | ± 4.0 %        |
| George Washington University         | 15 au 18 octobre           | 47 %         | 49 %        | 2          | 1 000       | ± 3.1 %        |
| Hartford Courant/UConn               | 11 au 16 octobre           | 48 %         | 45 %        | 3          | 1 023       | ± 3.0 %        |
| Washington Post                      | 10 au 13 octobre           | 49 %         | 46 %        | 3          | 923         | ± 3.5 %        |
| George Washington University         | 7 au 11 octobre            | 49 %         | 48 %        | 1          | 1 000       | ± 3.1 %        |
| Monmouth University/SurveyUSA        | 8 au 10 octobre            | 46 %         | 47 %        | 1          | 1 360       | ± 2.7 %        |
| Gallup                               | 4 au 10 octobre            | 47 %         | 48 %        | 1          | 2 700       | ± 2.0 %        |
| Gallup                               | 4 au 10 octobre            | 48 %         | 46 %        | 2          | 3 050       | ± 2.0 %        |
| Fox News                             | 7 au 9 octobre             | 45 %         | 46 %        | 1          | 1 109       | ± 3.0 %        |
| Pew Research                         | 4 au 7 octobre             | 45 %         | 49 %        | 4          | 1 112       | ± 3.4 %        |
| The Washington Times/Zogby Analytics | 5 au 7 octobre             | 45 %         | 45 %        | Égalité    | 800         | ± 3.5 %        |
| Rasmussen Reports                    | 4 au 6 octobre             | 47 %         | 49 %        | 2          | 1 500       | ± 3.0 %        |
| George Washington University         | 1er au 4 octobre           | 49 %         | 48 %        | 1          | 1 000       | ± 3.1 %        |
| Rasmussen Reports                    | 1er au 3 octobre           | 49 %         | 47 %        | 2          | 1 500       | ± 3.0 %        |
| Gallup                               | 27 septembre au 3 octobre  | 49 %         | 45 %        | 4          | 3 050       | ± 2.0 %        |
| CNN/Opinion Research Center          | 28 au 30 septembre         | 50 %         | 47 %        | 3          | 783         | ± 3.5 %        |
| National Journal                     | 27 au 30 septembre         | 47 %         | 47 %        | Égalité    | 789         | ± 4.2 %        |
| Wall Street Journal                  | 26 au 30 septembre         | 49 %         | 46 %        | 3          | 832         | ± 3.4 %        |
| NPR                                  | 26 au 30 septembre         | 51 %         | 44 %        | 7          | 800         | ± 4.0 %        |
| Quinnipiac University                | 25 au 30 septembre         | 49 %         | 45 %        | 4          | 1 912       | ± 2.2 %        |
| The Washington Times/Zogby Analytics | 27 au 29 septembre         | 50 %         | 41 %        | 9          | 800         | ± 3.5 %        |
| Washington Post                      | 26 au 29 septembre         | 49 %         | 47 %        | 2          | 813         | ± 4.0 %        |
| George Washington University         | 24 au 27 septembre         | 49 %         | 47 %        | 2          | 1 000       | ± 3.1 %        |
| Fox News                             | 24 au 26 septembre         | 48 %         | 43 %        | 5          | 1 092       | ± 3.0 %        |
| Bloomberg                            | 21 au 24 septembre         | 49 %         | 43 %        | 6          | 789         | ± 3.5 %        |
| George Washington University         | 16 au 20 septembre         | 50 %         | 47 %        | 3          | 1 000       | ± 3.1 %        |
| National Journal                     | 15 au 19 septembre         | 50 %         | 43 %        | 7          | 1 055       | ± 3.0 %        |
| Hartford Courant/UConn               | 11 au 18 septembre         | 46 %         | 43 %        | 3          | 1 186       | ± 3.0 %        |
| Associated Press                     | 13 au 17 septembre         | 47 %         | 46 %        | 1          | 807         | ± 4.3 %        |
| Reason-Rupe                          | 13 au 17 septembre         | 52 %         | 45 %        | 7          | 787         | ± 4.3 %        |
| Gallup                               | 11 au 17 septembre         | 47 %         | 46 %        | 1          | 3 050       | ± 2.0 %        |
| Rasmussen Reports                    | 14 au 16 septembre         | 45 %         | 47 %        | 2          | 1 500       | ± 3.0 %        |
| Monmouth University/SurveyUSA        | 13 au 16 septembre         | 48 %         | 45 %        | 3          | 1 344       | ± 2.7 %        |
| Wall Street Journal                  | 12 au 16 septembre         | 50 %         | 45 %        | 5          | 736         | ± 3.6 %        |
| Pew Research                         | 12 au 16 septembre         | 51 %         | 43 %        | 8          | 2 268       | ± 2.4 %        |
| The New York Times                   | 8 au 12 septembre          | 49 %         | 46 %        | 3          | 1 162       | ± 3.0 %        |
| Democracy Corps                      | 8 au 12 septembre          | 50 %         | 45 %        | 5          | 1 000       | ± 3.1 %        |
| Fox News                             | 9 au 11 septembre          | 48 %         | 43 %        | 5          | 1 056       | ± 3.0 %        |
| Gallup                               | 5 au 11 septembre          | 50 %         | 43 %        | 7          | 3 050       | ± 2.0 %        |
| Esquire/Yahoo!News                   | 7 au 10 septembre          | 50 %         | 46 %        | 4          | 724         | ± 5.0 %        |
| Reuters/Ipsos                        | 7 au 10 septembre          | 48 %         | 45 %        | 3          | 873         | ± 3.4 %        |
| Rasmussen Reports                    | 7 au 9 septembre           | 50 %         | 45 %        | 5          | 1 500       | ± 3.0 %        |
| Washington Post                      | 7 au 9 septembre           | 49 %         | 48 %        | 1          | 710         | ± 4.5 %        |
| CNN/Opinion Research Center          | 7 au 9 septembre           | 52 %         | 46 %        | 6          | 709         | ± 3.5 %        |

## Échelle locale

### Alabama
9 grands électeurs
Vainqueur: Mitt Romney

### Alaska
3 grands électeurs
Vainqueur: Mitt Romney

### Arizona
11 grands électeurs
Vainqueur: Mitt Romney
Source: RealClearPolitics
| Source                | Date de réalisation | Barack Obama | Mitt Romney | Différence | Échantillon | Marge d'erreur |
| --------------------- | ------------------- | ------------ | ----------- | ---------- | ----------- | -------------- |
| Public Policy Polling | 2 au 3 novembre     | 46 %         | 53 %        | 7          | 1 080       | ± 3.0 %        |
| Rasmussen Reports     | 21 octobre          | 45 %         | 52 %        | 8          | 500         | ± 4.5 %        |
| Public Policy Polling | 1er au 3 octobre    | 44 %         | 53 %        | 9          | 595         | ± 4.0 %        |
| HighGround/Moore      | 25 au 26 septembre  | 42 %         | 46 %        | 4          | 500         | ± 4.0 %        |
| Rasmussen Reports     | 25 septembre        | 42 %         | 52 %        | 10         | 500         | ± 4.5 %        |
| Purple Strategies     | 15 au 19 septembre  | 45 %         | 48 %        | 3          | 600         | ± 4.0 %        |
| Public Policy Polling | 7 au 9 septembre    | 44 %         | 53 %        | 9          | 993         | ± 3.1 %        |

### Arkansas
6 grands électeurs
Vainqueur: Mitt Romney
Source: RealClearPolitics
| Source             | Date de réalisation | Barack Obama | Mitt Romney | Différence | Échantillon | Marge d'erreur |
| ------------------ | ------------------- | ------------ | ----------- | ---------- | ----------- | -------------- |
| The Arkansas Poll  | 9 au 14 octobre     | 31 %         | 58 %        | 27         | 642         | ± 4.0 %        |
| Talk Business Poll | 17 septembre        | 35 %         | 56 %        | 21         | 2 228       | ± 2.0 %        |

### Californie
55 grands électeurs
Vainqueur: Barack Obama
Source: RealClearPolitics
| Source                                | Date de réalisation | Barack Obama | Mitt Romney | Différence | Échantillon | Marge d'erreur |
| ------------------------------------- | ------------------- | ------------ | ----------- | ---------- | ----------- | -------------- |
| Field Poll                            | 25 au 30 octobre    | 54 %         | 39 %        | 15         | 751         | ± 3.6 %        |
| Field Poll                            | 17 au 24 octobre    | 53 %         | 38 %        | 15         | 815         | ± 3.6 %        |
| Los Angeles Times/USC                 | 15 au 21 octobre    | 54 %         | 40 %        | 14         | 1 440       | ± 2.9 %        |
| Public Policy Institute of California | 14 au 21 octobre    | 53 %         | 41 %        | 12         | 993         | ± 4.0 %        |
| Reason-Rupe                           | 11 au 15 octobre    | 53 %         | 38 %        | 15         | 508         | ± 5.1 %        |
| SurveyUSA                             | 7 au 9 octobre      | 53 %         | 39 %        | 14         | 539         | ± 4.3 %        |
| Field Poll                            | 6 au 17 septembre   | 58 %         | 34 %        | 24         | 891         | ± 3.4 %        |
| Public Policy Institute of California | 9 au 16 septembre   | 53 %         | 39 %        | 14         | 995         | ± 4.4 %        |
| SurveyUSA                             | 9 au 11 septembre   | 57 %         | 35 %        | 22         | 524         | ± 4.3 %        |

### Caroline du Nord
15 grands électeurs
Vainqueur: Mitt Romney
Source: RealClearPolitics
| Source                  | Date de réalisation         | Barack Obama | Mitt Romney | Différence | Échantillon | Marge d'erreur |
| ----------------------- | --------------------------- | ------------ | ----------- | ---------- | ----------- | -------------- |
| Gravis Marketing        | 4 novembre                  | 46 %         | 50 %        | 4          | 1 130       | ± 2.9 %        |
| Public Policy Polling   | 3 au 4 novembre             | 49 %         | 49 %        | Égalité    | 926         | ± 3.2 %        |
| Public Policy Polling   | 29 au 31 octobre            | 49 %         | 49 %        | Égalité    | 730         | ± 3.6 %        |
| SurveyUSA               | 26 au 29 octobre            | 45 %         | 50 %        | 5          | 682         | ± 3.8 %        |
| Elon University         | 21 au 26 octobre            | 45 %         | 45 %        | Égalité    | 1 238       | ± 2.8 %        |
| Rasmussen Reports       | 25 octobre                  | 46 %         | 52 %        | 6          | 500         | ± 4.5 %        |
| Public Policy Polling   | 23 au 25 octobre            | 48 %         | 48 %        | Égalité    | 880         | ± 3.3 %        |
| Gravis Marketing        | 24 octobre                  | 45 %         | 53 %        | 8          | 1 723       | ± 2.4 %        |
| Civitas Institute       | 20 au 21 octobre            | 47 %         | 48 %        | 1          | 600         | ± 4.0 %        |
| Rasmussen Reports       | 17 octobre                  | 46 %         | 52 %        | 6          | 500         | ± 4.5 %        |
| Public Policy Polling   | 12 au 14 octobre            | 47 %         | 49 %        | 2          | 1 084       | ± 3.0 %        |
| Rasmussen Reports       | 9 octobre                   | 48 %         | 51 %        | 3          | 500         | ± 4.5 %        |
| Gravis Marketing        | 6 au 8 octobre              | 41 %         | 50 %        | 9          | 1 325       | ± 2.9 %        |
| Rasmussen Reports       | 2 octobre                   | 47 %         | 51 %        | 4          | 500         | ± 4.5 %        |
| SurveyUSA               | 29 septembre au 1er octobre | 49 %         | 47 %        | 2          | 573         | ± 4.2 %        |
| American Research Group | 28 au 30 septembre          | 46 %         | 50 %        | 4          | 600         | ± 4.0 %        |
| Public Policy Polling   | 27 au 30 septembre          | 48 %         | 48 %        | Égalité    | 981         | ± 3.1 %        |
| Marist College          | 23 au 25 septembre          | 48 %         | 46 %        | 2          | 1 035       | ± 3.1 %        |
| Civitas Institute       | 18 au 19 septembre          | 49 %         | 45 %        | 4          | 600         | ± 4.0 %        |
| Purple Strategies       | 15 au 19 septembre          | 48 %         | 46 %        | 2          | 600         | ± 4.0 %        |
| High Point University   | 8 au 18 septembre           | 48 %         | 44 %        | 4          | 448         | ± 4.7 %        |
| Rasmussen Reports       | 13 septembre                | 45 %         | 51 %        | 6          | 500         | ± 4.5 %        |
| Public Policy Polling   | 7 au 9 septembre            | 49 %         | 48 %        | 1          | 1 087       | ± 3.0 %        |

### Caroline du Sud
9 grands électeurs
Vainqueur: Mitt Romney

### Colorado
9 grands électeurs
Vainqueur: Barack Obama
Source: RealClearPolitics
| Source                      | Date de réalisation       | Barack Obama | Mitt Romney | Différence | Échantillon | Marge d'erreur |
| --------------------------- | ------------------------- | ------------ | ----------- | ---------- | ----------- | -------------- |
| Public Policy Polling       | 3 au 4 novembre           | 52 %         | 46 %        | 6          | 1 096       | ± 3.0 %        |
| SurveyUSA                   | 28 au 31 octobre          | 47 %         | 45 %        | 2          | 695         | ± 3.8 %        |
| CNN/Opinion Research Center | 26 au 31 octobre          | 50 %         | 48 %        | 2          | 764         | ± 3.5 %        |
| WeAskAmerica                | 30 octobre                | 50 %         | 47 %        | 3          | 1 246       | ± 2.9 %        |
| Rasmussen Reports           | 29 octobre                | 47 %         | 50 %        | 3          | 750         | ± 4.0 %        |
| American Research Group     | 25 au 28 octobre          | 47 %         | 48 %        | 1          | 600         | ± 4.0 %        |
| Public Policy Polling       | 23 au 25 octobre          | 51 %         | 47 %        | 4          | 904         | ± 3.3 %        |
| Purple Strategies           | 23 au 25 octobre          | 47 %         | 46 %        | 1          | 600         | ± 4.0 %        |
| Marist College              | 23 au 24 octobre          | 48 %         | 48 %        | Égalité    | 1 128       | ± 2.9 %        |
| Rasmussen Reports           | 21 octobre                | 46 %         | 50 %        | 4          | 500         | ± 4.5 %        |
| Public Policy Polling       | 16 au 18 octobre          | 50 %         | 47 %        | 3          | 1 000       | ± 3.1 %        |
| WeAskAmerica                | 15 octobre                | 47 %         | 48 %        | 1          | 1 206       | ± 2.9 %        |
| SurveyUSA                   | 9 au 10 octobre           | 47 %         | 48 %        | 1          | 614         | ± 4.0 %        |
| Gravis Marketing            | 5 au 10 octobre           | 48 %         | 46 %        | 2          | 2 089       | ± 2.2 %        |
| Quinnipiac University       | 4 au 9 octobre            | 47 %         | 48 %        | 1          | 1 254       | ± 3.0 %        |
| American Research Group     | 5 au 8 octobre            | 46 %         | 50 %        | 4          | 600         | ± 4.0 %        |
| Rasmussen Reports           | 7 octobre                 | 49 %         | 48 %        | 1          | 500         | ± 4.5 %        |
| University of Denver        | 4 au 5 octobre            | 47 %         | 43 %        | 4          | 604         | ± 4.0 %        |
| Gravis Marketing            | 3 au 4 octobre            | 46 %         | 49 %        | 3          | 1 438       | ± 2.8 %        |
| McLaughlin and Associates   | 30 septembre au 2 octobre | 46 %         | 50 %        | 4          | 300         | ± 5.7 %        |
| WeAskAmerica                | 25 au 27 septembre        | 49 %         | 46 %        | 3          | 1 273       | ± 2.8 %        |
| Public Policy Polling       | 20 au 23 septembre        | 51 %         | 45 %        | 6          | 940         | ± 3.2 %        |
| Gravis Marketing            | 21 au 22 septembre        | 50 %         | 46 %        | 4          | 765         | ± 3.4 %        |
| Purple Strategies           | 15 au 19 septembre        | 48 %         | 45 %        | 3          | 600         | ± 4.0 %        |
| Marist College              | 16 au 18 septembre        | 50 %         | 45 %        | 5          | 971         | ± 3.1 %        |
| Rasmussen Reports           | 17 septembre              | 45 %         | 47 %        | 2          | 500         | ± 4.5 %        |
| Quinnipiac University       | 11 au 17 septembre        | 48 %         | 47 %        | 1          | 1 497       | ± 3.0 %        |
| American Research Group     | 10 au 12 septembre        | 49 %         | 47 %        | 2          | 600         | ± 4.0 %        |
| SurveyUSA                   | 9 au 12 septembre         | 47 %         | 46 %        | 1          | 615         | ± 4.0 %        |
| Keating Research            | 10 au 11 septembre        | 49 %         | 44 %        | 5          | 503         | ± 4.4 %        |

### Connecticut
7 grands électeurs
Vainqueur: Barack Obama
Source: RealClearPolitics
| Source                    | Date de réalisation       | Barack Obama | Mitt Romney | Différence | Échantillon | Marge d'erreur |
| ------------------------- | ------------------------- | ------------ | ----------- | ---------- | ----------- | -------------- |
| Public Policy Polling     | 1er au 2 novembre         | 55 %         | 42 %        | 13         | 1 220       | ± 2.8 %        |
| Quinnipiac University     | 19 au 22 octobre          | 55 %         | 41 %        | 14         | 1 412       | ± 2.6 %        |
| Rasmussen Reports         | 21 octobre                | 52 %         | 45 %        | 7          | 500         | ± 4.5 %        |
| SurveyUSA                 | 19 au 21 octobre          | 53 %         | 40 %        | 13         | 575         | ± 4.2 %        |
| Mason-Dixon               | 15 au 17 octobre          | 49 %         | 42 %        | 7          | 625         | ± 4.0 %        |
| University of Connecticut | 11 au 16 octobre          | 51 %         | 37 %        | 14         | 574         | ± 4.0 %        |
| Siena College             | 4 au 14 octobre           | 53 %         | 38 %        | 15         | 552         | ± 4.2 %        |
| Rasmussen Reports         | 7 octobre                 | 51 %         | 45 %        | 6          | 500         | ± 4.5 %        |
| Quinnipiac University     | 28 septembre au 2 octobre | 54 %         | 42 %        | 12         | 1 696       | ± 2.4 %        |
| Public Policy Polling     | 24 au 26 septembre        | 54 %         | 41 %        | 13         | 801         | ± 3.5 %        |
| University of Connecticut | 11 au 16 septembre        | 53 %         | 32 %        | 21         | 508         | ± 4.4 %        |

### Dakota du Nord
3 grands électeurs
Vainqueur: Mitt Romney
Source: RealClearPolitics
| Source            | Date de réalisation | Barack Obama | Mitt Romney | Différence | Échantillon | Marge d'erreur |
| ----------------- | ------------------- | ------------ | ----------- | ---------- | ----------- | -------------- |
| Mason-Dixon       | 26 au 28 octobre    | 40 %         | 54 %        | 14         | 625         | ± 4.0 %        |
| Rasmussen Reports | 17 au 18 octobre    | 40 %         | 54 %        | 14         | 600         | ± 4.0 %        |
| Essman Research   | 12 au 15 octobre    | 32 %         | 57 %        | 25         | 500         | ± 4.4 %        |
| Mason-Dixon       | 3 au 5 octobre      | 40 %         | 54 %        | 14         | 625         | ± 4.0 %        |

### Dakota du Sud
3 grands électeurs
Vainqueur: Mitt Romney
Source: RealClearPolitics
| Source           | Date de réalisation      | Barack Obama | Mitt Romney | Différence | Échantillon | Marge d'erreur |
| ---------------- | ------------------------ | ------------ | ----------- | ---------- | ----------- | -------------- |
| Nielson Brothers | 31 octobre au 4 novembre | 41 %         | 53 %        | 12         | 633         | ± 3.9 %        |

### Delaware
3 grands électeurs
Vainqueur: Barack Obama

### Floride
29 grands électeurs
Vainqueur: Barack Obama
Source: RealClearPolitics
| Source                      | Date de réalisation         | Barack Obama | Mitt Romney | Différence | Échantillon | Marge d'erreur |
| --------------------------- | --------------------------- | ------------ | ----------- | ---------- | ----------- | -------------- |
| Gravis Marketing            | 4 au 5 novembre             | 49 %         | 49 %        | Égalité    | 1 060       | ± 3.1 %        |
| InsiderAdvantage            | 4 novembre                  | 47 %         | 52 %        | 5          | 437         | ± 4.6 %        |
| Public Policy Polling       | 3 au 4 novembre             | 50 %         | 49 %        | 1          | 955         | ± 3.2 %        |
| Mason-Dixon                 | 30 octobre au 1er novembre  | 45 %         | 51 %        | 6          | 800         | ± 3.5 %        |
| Marist College              | 30 octobre au 1er novembre  | 49 %         | 47 %        | 2          | 1 545       | ± 2.5 %        |
| Gravis Marketing            | 30 octobre                  | 47 %         | 50 %        | 3          | 549         | ± 4.2 %        |
| WeAskAmerica                | 30 octobre                  | 49 %         | 50 %        | 1          | 1 146       | ± 3.0 %        |
| Public Policy Polling       | 26 au 28 octobre            | 49 %         | 48 %        | 1          | 687         | ± 3.7 %        |
| CNN/Opinion Research Center | 25 au 28 octobre            | 49 %         | 50 %        | 1          | 770         | ± 3.5 %        |
| Quinnipiac University       | 23 au 28 octobre            | 48 %         | 47 %        | 1          | 1 073       | ± 3.0 %        |
| SurveyUSA                   | 25 au 27 octobre            | 47 %         | 47 %        | Égalité    | 595         | ± 4.1 %        |
| Rasmussen Reports           | 25 octobre                  | 48 %         | 50 %        | 2          | 750         | ± 4.0 %        |
| Gravis Marketing            | 24 octobre                  | 49 %         | 50 %        | 1          | 1 182       | ± 2.8 %        |
| Sunshine State News         | 22 au 24 octobre            | 46 %         | 51 %        | 5          | 1 001       | ± 3.1 %        |
| Rasmussen Reports           | 18 octobre                  | 46 %         | 51 %        | 5          | 750         | ± 4.0 %        |
| CNN/Opinion Research Center | 17 au 18 octobre            | 48 %         | 49 %        | 1          | 681         | ± 4.0 %        |
| Fox News                    | 17 au 18 octobre            | 45 %         | 48 %        | 3          | 1 130       | ± 3.0 %        |
| SurveyUSA                   | 17 au 18 octobre            | 47 %         | 46 %        | 1          | 600         | ± 4.1 %        |
| Public Policy Polling       | 17 au 18 octobre            | 47 %         | 48 %        | 1          | 800         | ± 4.0 %        |
| Gravis Marketing            | 13 au 14 octobre            | 48 %         | 49 %        | 1          | 617         | ± 4.0 %        |
| Public Policy Polling       | 12 au 14 octobre            | 48 %         | 49 %        | 1          | 791         | ± 3.4 %        |
| Rasmussen Reports           | 11 octobre                  | 47 %         | 51 %        | 4          | 750         | ± 4.0 %        |
| American Research Group     | 8 au 11 octobre             | 46 %         | 49 %        | 3          | 600         | ± 4.0 %        |
| Mason-Dixon                 | 8 au 10 octobre             | 44 %         | 51 %        | 7          | 800         | ± 3.5 %        |
| Marist College              | 7 au 9 octobre              | 48 %         | 47 %        | 1          | 988         | ± 3.1 %        |
| University of North Florida | 1er au 9 octobre            | 49 %         | 45 %        | 4          | 653         | ± 3.5 %        |
| WeAskAmerica                | 4 octobre                   | 46 %         | 49 %        | 3          | 1 200       | ± 3.0 %        |
| Rasmussen Reports           | 4 octobre                   | 47 %         | 49 %        | 2          | 500         | ± 4.5 %        |
| Marist College              | 30 septembre au 1er octobre | 47 %         | 46 %        | 1          | 890         | ± 3.3 %        |
| Gravis Marketing            | 29 au 30 septembre          | 49 %         | 48 %        | 1          | 914         | ± 3.4 %        |
| Suffolk University          | 27 au 30 septembre          | 46 %         | 43 %        | 3          | 600         | ± 4.0 %        |
| InsiderAdvantage            | 24 septembre                | 49 %         | 46 %        | 3          | 540         | ± 4.1 %        |
| Quinnipiac University       | 18 au 24 septembre          | 53 %         | 44 %        | 9          | 1 162       | ± 3.0 %        |
| Public Policy Polling       | 20 au 23 septembre          | 50 %         | 46 %        | 4          | 861         | ± 3.3 %        |
| Washington Post             | 19 au 23 septembre          | 51 %         | 47 %        | 4          | 769         | ± 4.5 %        |
| American Research Group     | 20 au 22 septembre          | 50 %         | 45 %        | 5          | 600         | ± 4.0 %        |
| Mason-Dixon                 | 17 au 19 septembre          | 48 %         | 47 %        | 1          | 800         | ± 3.5 %        |
| Purple Strategies           | 15 au 19 septembre          | 47 %         | 48 %        | 1          | 600         | ± 4.0 %        |
| WeAskAmerica                | 18 septembre                | 49 %         | 46 %        | 3          | 1 230       | ± 2.8 %        |
| Fox News                    | 16 au 18 septembre          | 49 %         | 44 %        | 5          | 829         | ± 3.0 %        |
| Gravis Marketing            | 15 au 16 septembre          | 47 %         | 48 %        | 1          | 1 728       | ± 2.5 %        |
| Rasmussen Reports           | 12 septembre                | 48 %         | 46 %        | 2          | 500         | ± 4.5 %        |
| McLaughlin and Associates   | 11 au 12 septembre          | 44 %         | 48 %        | 4          | 600         | ± 4.0 %        |
| Marist College              | 9 au 11 septembre           | 49 %         | 44 %        | 5          | 980         | ± 3.1 %        |
| McLaughlin and Associates   | 9 au 10 septembre           | 47 %         | 50 %        | 3          | 600         | ± 4.0 %        |
| SurveyUSA                   | 7 au 9 septembre            | 48 %         | 44 %        | 4          | 596         | ± 4.1 %        |

### Géorgie
16 grands électeurs
Vainqueur: Mitt Romney
Source: RealClearPolitics
| Source                       | Date de réalisation | Barack Obama | Mitt Romney | Différence | Échantillon | Marge d'erreur |
| ---------------------------- | ------------------- | ------------ | ----------- | ---------- | ----------- | -------------- |
| InsiderAdvantage             | 1er novembre        | 42 %         | 54 %        | 12         | 426         | ± 4.7 %        |
| SurveyUSA                    | 25 au 28 octobre    | 44 %         | 52 %        | 8          | 574         | ± 4.2 %        |
| Atlanta Journal-Constitution | 8 au 12 octobre     | 43 %         | 51 %        | 8          | 706         | ± 5.3 %        |
| InsiderAdvantage             | 18 septembre        | 35 %         | 56 %        | 21         | 483         | ± 4.5 %        |

### Hawaii
4 grands électeurs
Vainqueur: Barack Obama
Source: RealClearPolitics
| Source               | Date de réalisation | Barack Obama | Mitt Romney | Différence | Échantillon | Marge d'erreur |
| -------------------- | ------------------- | ------------ | ----------- | ---------- | ----------- | -------------- |
| Merriman River Group | 24 au 26 octobre    | 61 %         | 34 %        | 27         | 1 218       | ± 2.8 %        |
| Merriman River Group | 26 au 28 septembre  | 62 %         | 30 %        | 32         | 1 648       | ± 2.4 %        |

### Idaho
4 grands électeurs
Vainqueur: Mitt Romney
Source: RealClearPolitics
| Source      | Date de réalisation | Barack Obama | Mitt Romney | Différence | Échantillon | Marge d'erreur |
| ----------- | ------------------- | ------------ | ----------- | ---------- | ----------- | -------------- |
| Mason-Dixon | 8 au 10 octobre     | 27 %         | 63 %        | 36         | 625         | ± 4.0 %        |

### Illinois
20 grands électeurs
Vainqueur: Barack Obama
Source: RealClearPolitics
| Source          | Date de réalisation | Barack Obama | Mitt Romney | Différence | Échantillon | Marge d'erreur |
| --------------- | ------------------- | ------------ | ----------- | ---------- | ----------- | -------------- |
| WeAskaAmerica   | 30 octobre          | 57 %         | 41 %        | 16         | 1 198       | ± 3.0 %        |
| Chicago Tribune | 4 au 8 octobre      | 55 %         | 36 %        | 19         | 700         | ± 3.7 %        |

### Indiana
11 grands électeurs
Vainqueur: Mitt Romney
Source: RealClearPolitics
| Source            | Date de réalisation | Barack Obama | Mitt Romney | Différence | Échantillon | Marge d'erreur |
| ----------------- | ------------------- | ------------ | ----------- | ---------- | ----------- | -------------- |
| Rasmussen Reports | 1er novembre        | 43 %         | 52 %        | 9          | 600         | ± 4.0 %        |
| Howey Politics    | 28 au 30 octobre    | 41 %         | 51 %        | 10         | 800         | ± 3.5 %        |
| Rasmussen Reports | 10 au 11 octobre    | 41 %         | 54 %        | 13         | 600         | ± 4.0 %        |
| Howey Politics    | 19 au 23 septembre  | 40 %         | 52 %        | 12         | 800         | ± 3.5 %        |

### Iowa
6 grands électeurs
Vainqueur: Barack Obama
Source: RealClearPolitics
| Source                  | Date de réalisation      | Barack Obama | Mitt Romney | Différence | Échantillon | Marge d'erreur |
| ----------------------- | ------------------------ | ------------ | ----------- | ---------- | ----------- | -------------- |
| Public Policy Polling   | 3 au 4 novembre          | 50 %         | 48 %        | 2          | 1 122       | ± 2.9 %        |
| American Research Group | 2 au 4 novembre          | 48 %         | 49 %        | 1          | 600         | ± 4.0 %        |
| Des Moines Register     | 30 octobre au 2 novembre | 47 %         | 42 %        | 5          | 800         | ± 3.5 %        |
| Gravis Marketing        | 1er novembre             | 49 %         | 45 %        | 4          | 594         | ± 4.0 %        |
| WeAskAmerica            | 30 octobre               | 49 %         | 47 %        | 2          | 1 174       | ± 3.0 %        |
| Rasmussen Reports       | 30 octobre               | 48 %         | 49 %        | 1          | 750         | ± 4.0 %        |
| Marist College          | 28 au 29 octobre         | 50 %         | 44 %        | 6          | 1 142       | ± 3.0 %        |
| University of Iowa      | 18 au 27 octobre         | 44 %         | 45 %        | 1          | 302         | ± 5.6 %        |
| Gravis Marketing        | 24 octobre               | 50 %         | 46 %        | 4          | 517         | ± 4.3 %        |
| Rasmussen Reports       | 21 octobre               | 48 %         | 48 %        | Égalité    | 500         | ± 4.5 %        |
| Public Policy Polling   | 17 au 19 octobre         | 48 %         | 49 %        | 1          | 869         | ± 3.3 %        |
| Marist College          | 15 au 17 octobre         | 51 %         | 43 %        | 8          | 1 137       | ± 2.9 %        |
| WeAskAmerica            | 15 octobre               | 49 %         | 46 %        | 3          | 1 499       | ± 2.6 %        |
| American Research Group | 11 au 14 octobre         | 48 %         | 48 %        | Égalité    | 600         | ± 4.0 %        |
| Rasmussen Reports       | 7 octobre                | 49 %         | 47 %        | 2          | 500         | ± 4.5 %        |
| WeAskAmerica            | 25 au 27 septembre       | 48 %         | 44 %        | 4          | 1 273       | ± 2.8 %        |
| Public Policy Polling   | 24 au 26 septembre       | 51 %         | 44 %        | 7          | 754         | ± 3.6 %        |
| Des Moines Register     | 23 au 26 septembre       | 49 %         | 45 %        | 4          | 650         | ± 3.8 %        |
| Voter/Consumer Research | 23 au 25 septembre       | 46 %         | 47 %        | 1          | 500         | ± 4.4 %        |
| American Research Group | 20 au 23 septembre       | 51 %         | 44 %        | 7          | 600         | ± 4.0 %        |
| Rasmussen Reports       | 19 septembre             | 44 %         | 47 %        | 3          | 500         | ± 4.5 %        |
| Marist College          | 16 au 18 septembre       | 50 %         | 42 %        | 8          | 898         | ± 3.3 %        |

### Kansas
6 grands électeurs
Vainqueur: Mitt Romney

### Kentucky
8 grands électeurs
Vainqueur: Mitt Romney
Source: RealClearPolitics
| Source    | Date de réalisation | Barack Obama | Mitt Romney | Différence | Échantillon | Marge d'erreur |
| --------- | ------------------- | ------------ | ----------- | ---------- | ----------- | -------------- |
| SurveyUSA | 11 au 13 septembre  | 39 %         | 53 %        | 14         | 606         | ± 4.1 %        |

### Louisiane
8 grands électeurs
Vainqueur: Mitt Romney
Source: RealClearPolitics
| Source              | Date de réalisation | Barack Obama | Mitt Romney | Différence | Échantillon | Marge d'erreur |
| ------------------- | ------------------- | ------------ | ----------- | ---------- | ----------- | -------------- |
| Magellan Strategies | 2 au 4 octobre      | 36 %         | 59 %        | 23         | 2 682       | ± 1.9 %        |

### Maine
4 grands électeurs
Vainqueur: Barack Obama
Source: RealClearPolitics
| Source                         | Date de réalisation | Barack Obama | Mitt Romney | Différence | Échantillon | Marge d'erreur |
| ------------------------------ | ------------------- | ------------ | ----------- | ---------- | ----------- | -------------- |
| Maine People's Resource Center | 1er au 3 novembre   | 53 %         | 42 %        | 11         | 905         | ± 3.3 %        |
| Public Policy Polling          | 1er au 2 novembre   | 55 %         | 42 %        | 13         | 1 633       | ± 2.4 %        |
| Critical Insights              | 30 au 31 octobre    | 49 %         | 42 %        | 7          | 613         | ± 4.0 %        |
| Pan Atlantic SMS Group         | 24 au 28 septembre  | 51 %         | 37 %        | 14         | 400         | ± 4.9 %        |
| Rasmussen Reports              | 25 septembre        | 52 %         | 40 %        | 12         | 500         | ± 4.5 %        |
| Public Policy Polling          | 17 au 18 septembre  | 55 %         | 39 %        | 16         | 804         | ± 3.5 %        |
| Maine People's Resource Center | 15 au 17 septembre  | 54 %         | 37 %        | 17         | 856         | ± 3.4 %        |
| Critical Insights              | 12 au 16 septembre  | 52 %         | 36 %        | 16         | 618         | ± 4.0 %        |

### Maryland
10 grands électeurs
Vainqueur: Barack Obama
Source: RealClearPolitics
| Source            | Date de réalisation | Barack Obama | Mitt Romney | Différence | Échantillon | Marge d'erreur |
| ----------------- | ------------------- | ------------ | ----------- | ---------- | ----------- | -------------- |
| Baltimore Sun     | 20 au 23 octobre    | 55 %         | 36 %        | 19         | 801         | ± 3.5 %        |
| Washington Post   | 11 au 15 octobre    | 60 %         | 36 %        | 24         | 843         | ± 4.0 %        |
| Baltimore Sun     | 25 au 27 septembre  | 57 %         | 34 %        | 23         | 804         | ± 3.5 %        |
| Gonzales Research | 17 au 23 septembre  | 55 %         | 36 %        | 19         | 813         | ± 3.5 %        |

### Massachusetts
11 grands électeurs
Vainqueur: Barack Obama
Source: RealClearPolitics
| Source                         | Date de réalisation        | Barack Obama | Mitt Romney | Différence | Échantillon | Marge d'erreur |
| ------------------------------ | -------------------------- | ------------ | ----------- | ---------- | ----------- | -------------- |
| UMass Lowell                   | 31 octobre au 3 novembre   | 57 %         | 37 %        | 20         | 800         | ± 4.1 %        |
| Public Policy Polling          | 1er au 2 novembre          | 57 %         | 42 %        | 15         | 1 089       | ± 3.0 %        |
| Western New England University | 26 octobre au 1er novembre | 58 %         | 40 %        | 18         | 535         | ± 4.2 %        |
| Suffolk University             | 25 au 28 octobre           | 63 %         | 31 %        | 32         | 600         | ± 4.0 %        |
| Boston Globe                   | 24 au 28 octobre           | 56 %         | 39 %        | 17         | 583         | ± 4.1 %        |
| Rasmussen Reports              | 25 octobre                 | 59 %         | 40 %        | 19         | 500         | ± 4.5 %        |
| MassINC                        | 21 au 22 octobre           | 56 %         | 36 %        | 20         | 516         | ± 4.4 %        |
| Public Policy Polling          | 9 au 11 octobre            | 55 %         | 41 %        | 14         | 1 051       | ± 3.0 %        |
| Rasmussen Reports              | 10 octobre                 | 57 %         | 42 %        | 15         | 500         | ± 4.5 %        |
| MassINC                        | 5 au 7 octobre             | 52 %         | 36 %        | 16         | 501         | ± 4.4 %        |
| Western New England University | 28 septembre au 4 octobre  | 63 %         | 33 %        | 30         | 440         | ± 4.7 %        |
| MassINC                        | 26 au 28 septembre         | 60 %         | 32 %        | 28         | 504         | ± 4.4 %        |
| Boston Globe                   | 21 au 27 septembre         | 57 %         | 30 %        | 27         | 502         | ± 4.4 %        |
| Rasmussen Reports              | 24 septembre               | 55 %         | 40 %        | 15         | 500         | ± 4.5 %        |
| MassINC                        | 15 au 17 septembre         | 59 %         | 31 %        | 28         | 507         | ± 4.4 %        |
| UMass Lowell                   | 13 au 17 septembre         | 59 %         | 36 %        | 23         | 497         | ± 5.5 %        |
| Suffolk University             | 13 au 16 septembre         | 64 %         | 31 %        | 33         | 600         | ± 4.0 %        |
| Public Policy Polling          | 13 au 16 septembre         | 57 %         | 39 %        | 18         | 876         | ± 3.3 %        |

### Michigan
16 grands électeurs
Vainqueur: Barack Obama
Source: RealClearPolitics
| Source                   | Date de réalisation | Barack Obama | Mitt Romney | Différence | Échantillon | Marge d'erreur |
| ------------------------ | ------------------- | ------------ | ----------- | ---------- | ----------- | -------------- |
| Mitchell Research        | 4 novembre          | 51 %         | 46 %        | 5          | 1 304       | ± 2.7 %        |
| Public Policy Polling    | 1er au 3 novembre   | 52 %         | 46 %        | 6          | 700         | ± 3.7 %        |
| Baydoun Foster           | 2 novembre          | 46 %         | 47 %        | 1          | 1 913       | ± 2.2 %        |
| Rasmussen Reports        | 1er novembre        | 52 %         | 47 %        | 5          | 750         | ± 4.0 %        |
| Detroit News             | 27 au 29 octobre    | 48 %         | 45 %        | 3          | 600         | ± 4.0 %        |
| EPIC-MRA                 | 26 au 29 octobre    | 48 %         | 42 %        | 6          | 600         | ± 4.0 %        |
| Baydoun Foster           | 23 octobre          | 47 %         | 47 %        | Égalité    | 1 122       | ± 2.9 %        |
| EPIC-MRA                 | 17 octobre          | 52 %         | 46 %        | 6          | 800         | ± 3.5 %        |
| Rasmussen Reports        | 11 octobre          | 52 %         | 45 %        | 7          | 500         | ± 4.5 %        |
| Denno Research           | 9 au 10 octobre     | 44 %         | 41 %        | 3          | 600         | ± 4.0 %        |
| Detroit News             | 6 au 8 octobre      | 49 %         | 42 %        | 7          | 600         | ± 4.0 %        |
| Gravis Marketing         | 5 au 8 octobre      | 46 %         | 44 %        | 2          | 1 122       | ± 3.2 %        |
| EPIC-MRA                 | 4 au 6 octobre      | 48 %         | 45 %        | 3          | 600         | ± 4.0 %        |
| Baydoun Foster           | 5 octobre           | 49 %         | 46 %        | 3          | 1 122       | ± 2.9 %        |
| WeAskAmerica             | 25 au 27 septembre  | 52 %         | 40 %        | 12         | 1 064       | ± 3.1 %        |
| Gravis Marketing         | 21 au 22 septembre  | 50 %         | 46 %        | 4          | 804         | ± 3.3 %        |
| Rasmussen Reports        | 20 septembre        | 54 %         | 42 %        | 12         | 500         | ± 4.5 %        |
| Rasmussen Reports        | 14 au 18 septembre  | 52 %         | 44 %        | 8          | 754         | ± 3.5 %        |
| Detroit News             | 15 au 17 septembre  | 52 %         | 38 %        | 14         | 600         | ± 4.0 %        |
| Marketing Resource Group | 10 au 15 septembre  | 48 %         | 42 %        | 6          | 600         | ± 4.0 %        |
| Baytoun Foster           | 12 septembre        | 46 %         | 44 %        | 2          | 1 156       | ± 2.9 %        |
| EPIC-MRA                 | 8 au 11 septembre   | 47 %         | 37 %        | 10         | 600         | ± 4.5 %        |

### Minnesota
10 grands électeurs
Vainqueur: Barack Obama
Source: RealClearPolitics
| Source                     | Date de réalisation | Barack Obama | Mitt Romney | Différence | Échantillon | Marge d'erreur |
| -------------------------- | ------------------- | ------------ | ----------- | ---------- | ----------- | -------------- |
| Public Policy Polling      | 2 au 3 novembre     | 53 %         | 45 %        | 8          | 1 164       | ± 2.9 %        |
| SurveyUSA                  | 1er au 3 novembre   | 52 %         | 41 %        | 11         | 556         | ± 4.2 %        |
| NMB Research               | 30 au 31 octobre    | 45 %         | 46 %        | 1          | 500         | ± 4.4 %        |
| SurveyUSA                  | 26 au 28 octobre    | 50 %         | 43 %        | 7          | 574         | ± 4.2 %        |
| Mason-Dixon                | 23 au 25 octobre    | 47 %         | 44 %        | 3          | 800         | ± 3.5 %        |
| Rasmussen Reports          | 21 octobre          | 51 %         | 46 %        | 5          | 500         | ± 4.5 %        |
| St. Cloud State University | 15 au 21 octobre    | 53 %         | 45 %        | 8          | 601         | ± 5.0 %        |
| SurveyUSA                  | 12 au 14 octobre    | 50 %         | 40 %        | 10         | 550         | ± 4.3 %        |
| NMB Research               | 7 au 8 octobre      | 47 %         | 43 %        | 4          | 500         | ± 4.4 %        |
| Public Policy Polling      | 5 au 8 octobre      | 53 %         | 43 %        | 10         | 937         | ± 3.2 %        |
| Mason-Dixon                | 17 au 19 septembre  | 48 %         | 40 %        | 8          | 800         | ± 3.5 %        |
| Public Policy Polling      | 10 au 11 septembre  | 51 %         | 44 %        | 7          | 824         | ± 3.4 %        |

### Mississippi
6 grands électeurs
Vainqueur: Mitt Romney

### Missouri
10 grands électeurs
Vainqueur: Mitt Romney
Source: RealClearPolitics
| Source                | Date de réalisation      | Barack Obama | Mitt Romney | Différence | Échantillon | Marge d'erreur |
| --------------------- | ------------------------ | ------------ | ----------- | ---------- | ----------- | -------------- |
| Public Policy Polling | 2 au 3 novembre          | 45 %         | 53 %        | 8          | 835         | ± 3.4 %        |
| SurveyUSA             | 28 octobre au 3 novembre | 41 %         | 50 %        | 9          | 589         | ± 4.1 %        |
| WeAskAmerica          | 30 octobre               | 42 %         | 54 %        | 12         | 1 271       | ± 2.9 %        |
| Mason-Dixon           | 23 au 25 octobre         | 41 %         | 54 %        | 13         | 625         | ± 4.0 %        |
| Public Policy Polling | 19 au 21 octobre         | 46 %         | 52 %        | 6          | 582         | ± 4.1 %        |
| Rasmussen Reports     | 17 octobre               | 43 %         | 54 %        | 11         | 500         | ± 4.5 %        |
| Wenzel Strategies     | 12 au 13 octobre         | 41 %         | 55 %        | 14         | 1 000       | ± 3.1 %        |
| Public Policy Polling | 1er au 3 octobre         | 45 %         | 51 %        | 6          | 700         | ± 3.7          |
| Rasmussen Reports     | 2 octobre                | 46 %         | 49 %        | 3          | 500         | ± 4.5 %        |
| WeAskAmerica          | 25 au 27 septembre       | 45 %         | 48 %        | 3          | 1 145       | ± 2.9 %        |
| WeAskAmerica          | 16 au 17 septembre       | 39 %         | 48 %        | 9          | 1 959       | ± 2.3 %        |
| Rasmussen Reports     | 11 septembre             | 45 %         | 48 %        | 3          | 500         | ± 4.5 %        |

### Montana
4 grands électeurs
Vainqueur: Mitt Romney
Source: RealClearPolitics
| Source                   | Date de réalisation | Barack Obama | Mitt Romney | Différence | Échantillon | Marge d'erreur |
| ------------------------ | ------------------- | ------------ | ----------- | ---------- | ----------- | -------------- |
| Public Policy Polling    | 2 au 3 novembre     | 45 %         | 52 %        | 7          | 836         | ± 3.4 %        |
| Mason-Dixon              | 29 au 31 octobre    | 43 %         | 53 %        | 10         | 625         | ± 4.0 %        |
| Rasmussen Reports        | 29 octobre          | 43 %         | 53 %        | 10         | 500         | ± 4.5 %        |
| Rasmussen Reports        | 14 octobre          | 45 %         | 53 %        | 8          | 500         | ± 4.5 %        |
| Public Policy Polling    | 8 au 10 octobre     | 41 %         | 52 %        | 11         | 737         | ± 3.6 %        |
| Montana State University | 27 au 30 septembre  | 35 %         | 49 %        | 14         | 477         | ± 4.6 %        |
| Mason-Dixon              | 17 au 19 septembre  | 42 %         | 51 %        | 9          | 625         | ± 4.0 %        |
| Public Policy Polling    | 10 au 11 septembre  | 45 %         | 50 %        | 5          | 656         | ± 3.8 %        |

### Nebraska
5 grands électeurs
Vainqueur: Mitt Romney
Source: RealClearPolitics
| Source             | Date de réalisation | Barack Obama | Mitt Romney | Différence | Échantillon | Marge d'erreur |
| ------------------ | ------------------- | ------------ | ----------- | ---------- | ----------- | -------------- |
| WeAskAmerica       | 1er novembre        | 41 %         | 54 %        | 13         | 1 178       | ± 3.0 %        |
| Omaha World-Herald | 23 au 25 octobre    | 40 %         | 54 %        | 14         | 679         | ± 3.8 %        |
| Omaha World-Herald | 17 au 20 septembre  | 39 %         | 53 %        | 14         | 656         | ± 3.8 %        |

### Nevada
6 grands électeurs
Vainqueur: Barack Obama
Source: RealClearPolitics
| Source                       | Date de réalisation | Barack Obama | Mitt Romney | Différence | Échantillon | Marge d'erreur |
| ---------------------------- | ------------------- | ------------ | ----------- | ---------- | ----------- | -------------- |
| Public Policy Polling        | 3 au 4 novembre     | 51 %         | 47 %        | 4          | 750         | ± 3.6 %        |
| SurveyUSA                    | 23 au 29 octobre    | 50 %         | 46 %        | 4          | 1 212       | ± 2.9 %        |
| Gravis Marketing             | 24 octobre          | 50 %         | 49 %        | 1          | 955         | ± 3.2 %        |
| Marist College               | 23 au 24 octobre    | 50 %         | 47 %        | 3          | 1 042       | ± 3.0 %        |
| Public Policy Polling        | 22 au 24 octobre    | 51 %         | 47 %        | 4          | 636         | ± 3.9 %        |
| Rasmussen Reports            | 23 octobre          | 50 %         | 48 %        | 2          | 500         | ± 4.5 %        |
| American Research Group      | 19 au 22 octobre    | 49 %         | 47 %        | 2          | 600         | ± 4.0 %        |
| Rasmussen Reports            | 15 octobre          | 50 %         | 47 %        | 3          | 500         | ± 4.5 %        |
| SurveyUSA                    | 11 au 15 octobre    | 48 %         | 45 %        | 3          | 806         | ± 3.5 %        |
| Public Policy Polling        | 8 au 10 octobre     | 51 %         | 47 %        | 4          | 594         | ± 4.0 %        |
| Suffolk University           | 6 au 9 octobre      | 47 %         | 45 %        | 2          | 500         | ± 4.4 %        |
| Rasmussen Reports            | 8 octobre           | 47 %         | 47 %        | Égalité    | 500         | ± 4.5 %        |
| SurveyUSA                    | 3 au 8 octobre      | 47 %         | 46 %        | 1          | 1 222       | ± 2.9 %        |
| Gravis Marketing             | 3 octobre           | 49 %         | 48 %        | 1          | 1 006       | ± 3.1 %        |
| WeAskAmerica                 | 25 au 27 septembre  | 53 %         | 42 %        | 11         | 1 078       | ± 3.1 %        |
| Marist College               | 23 au 25 septembre  | 49 %         | 47 %        | 2          | 984         | ± 3.1 %        |
| American Research Group      | 20 au 23 septembre  | 51 %         | 44 %        | 7          | 600         | ± 4.0 %        |
| Retail Association of Nevada | 19 au 20 septembre  | 46 %         | 46 %        | Égalité    | 500         | ± 4.4 %        |
| Public Policy Polling        | 18 au 20 septembre  | 52 %         | 43 %        | 9          | 501         | ± 4.4 %        |
| Rasmussen Reports            | 18 septembre        | 47 %         | 45 %        | 2          | 500         | ± 4.5 %        |
| CNN/Opinion Research Center  | 14 au 18 septembre  | 49 %         | 46 %        | 3          | 741         | ± 3.5 %        |

### New Hampshire
4 grands électeurs
Vainqueur: Barack Obama
Source: RealClearPolitics
| Source                      | Date de réalisation       | Barack Obama | Mitt Romney | Différence | Échantillon | Marge d'erreur |
| --------------------------- | ------------------------- | ------------ | ----------- | ---------- | ----------- | -------------- |
| Rasmussen Reports           | 4 novembre                | 50 %         | 48 %        | 2          | 750         | ± 4.0 %        |
| Public Policy Polling       | 3 au 4 novembre           | 50 %         | 48 %        | 2          | 1 550       | ± 2.5 %        |
| New England College         | 3 au 4 novembre           | 50 %         | 46 %        | 4          | 687         | ± 3.7 %        |
| American Research Group     | 2 au 4 novembre           | 49 %         | 49 %        | Égalité    | 600         | ± 4.0 %        |
| University of New Hampshire | 1er au 4 novembre         | 51 %         | 48 %        | 3          | 789         | ± 3.5 %        |
| University of New Hampshire | 31 octobre au 2 novembre  | 48 %         | 48 %        | Égalité    | 502         | ± 4.4 %        |
| Gravis Marketing            | 1er novembre              | 50 %         | 49 %        | 1          | 497         | ± 4.3 %        |
| New England College         | 29 au 31 octobre          | 50 %         | 44 %        | 6          | 1 017       | ± 3.7 %        |
| Marist College              | 28 au 29 octobre          | 49 %         | 47 %        | 2          | 1 013       | ± 3.0 %        |
| Public Policy Polling       | 26 au 28 octobre          | 49 %         | 47 %        | 2          | 874         | ± 3.3 %        |
| New England College         | 23 au 25 octobre          | 49 %         | 46 %        | 3          | 571         | ± 4.1 %        |
| Rasmussen Reports           | 23 octobre                | 48 %         | 50 %        | 2          | 500         | ± 4.5 %        |
| American Research Group     | 19 au 22 octobre          | 47 %         | 49 %        | 2          | 600         | ± 4.0 %        |
| University of New Hampshire | 17 au 21 octobre          | 51 %         | 42 %        | 9          | 773         | ± 3.5 %        |
| Public Policy Polling       | 17 au 19 octobre          | 48 %         | 49 %        | 1          | 1 036       | ± 3.0 %        |
| Rasmussen Reports           | 15 octobre                | 50 %         | 49 %        | 1          | 500         | ± 4.5 %        |
| Suffolk University          | 12 au 14 octobre          | 47 %         | 47 %        | Égalité    | 500         | ± 4.4 %        |
| American Research Group     | 9 au 11 octobre           | 46 %         | 50 %        | 4          | 600         | ± 4.0 %        |
| Rasmussen Reports           | 9 octobre                 | 48 %         | 48 %        | Égalité    | 500         | ± 4.5 %        |
| University of New Hampshire | 30 septembre au 6 octobre | 50 %         | 44 %        | 6          | 559         | ± 4.1 %        |
| University of New Hampshire | 27 au 30 septembre        | 54 %         | 39 %        | 15         | 600         | ± 4.0 %        |
| American Research Group     | 25 au 27 septembre        | 50 %         | 45 %        | 5          | 600         | ± 4.0 %        |
| Marist College              | 23 au 25 septembre        | 51 %         | 44 %        | 7          | 1 012       | ± 3.1 %        |
| Rasmussen Reports           | 18 septembre              | 45 %         | 48 %        | 3          | 500         | ± 4.5 %        |
| American Research Group     | 15 au 17 septembre        | 48 %         | 47 %        | 1          | 463         | ± 4.5 %        |

### New Jersey
14 grands électeurs
Vainqueur: Barack Obama
Source: RealClearPolitics
| Source                   | Date de réalisation | Barack Obama | Mitt Romney | Différence | Échantillon | Marge d'erreur |
| ------------------------ | ------------------- | ------------ | ----------- | ---------- | ----------- | -------------- |
| Philadelphia Inquirer    | 23 au 25 octobre    | 51 %         | 41 %        | 10         | 601         | ± 4.0 %        |
| SurveyUSA                | 17 au 18 octobre    | 54 %         | 40 %        | 14         | 577         | ± 4.2 %        |
| Richard Stockton College | 12 au 18 octobre    | 53 %         | 38 %        | 15         | 811         | ± 3.5 %        |
| Quinnipiac University    | 10 au 14 octobre    | 51 %         | 43 %        | 8          | 1 319       | ± 2.7 %        |
| Neighborhood Research    | 10 au 14 octobre    | 48 %         | 41 %        | 7          | 783         | ± 3.5 %        |
| Philadelphia Inquirer    | 4 au 8 octobre      | 51 %         | 40 %        | 11         | 604         | ± 4.0 %        |
| Rutgers-Eagleton         | 27 au 30 septembre  | 56 %         | 39 %        | 17         | 645         | ± 3.8 %        |
| Monmouth University      | 19 au 23 septembre  | 52 %         | 37 %        | 15         | 613         | ± 4.0 %        |
| Philadelphia Inquirer    | 9 au 12 septembre   | 51 %         | 37 %        | 14         | 600         | ± 4.0 %        |
| Fairleigh Dickinson      | 9 au 12 septembre   | 52 %         | 38 %        | 14         | 706         | ± 3.8 %        |

### New York
29 grands électeurs
Vainqueur: Barack Obama
Source: RealClearPolitics
| Source         | Date de réalisation | Barack Obama | Mitt Romney | Différence | Échantillon | Marge d'erreur |
| -------------- | ------------------- | ------------ | ----------- | ---------- | ----------- | -------------- |
| SurveyUSA      | 23 au 25 octobre    | 62 %         | 33 %        | 29         | 554         | ± 4.1 %        |
| Siena College  | 22 au 24 octobre    | 59 %         | 35 %        | 24         | 750         | ± 3.6 %        |
| Marist College | 18 au 21 octobre    | 61 %         | 35 %        | 26         | 565         | ± 4.1 %        |

### Nouveau-Mexique
5 grands électeurs
Vainqueur: Barack Obama
Source: RealClearPolitics
| Source                | Date de réalisation | Barack Obama | Mitt Romney | Différence | Échantillon | Marge d'erreur |
| --------------------- | ------------------- | ------------ | ----------- | ---------- | ----------- | -------------- |
| Albuquerque Journal   | 23 au 25 octobre    | 50 %         | 41 %        | 9          | 662         | ± 3.8 %        |
| Albuquerque Journal   | 9 au 11 octobre     | 49 %         | 39 %        | 10         | 658         | ± 3.8 %        |
| Rasmussen Reports     | 8 octobre           | 54 %         | 43 %        | 11         | 500         | ± 4.5 %        |
| Rasmussen Reports     | 27 septembre        | 51 %         | 40 %        | 11         | 500         | ± 4.5 %        |
| WeAskAmerica          | 25 au 27 septembre  | 51 %         | 41 %        | 10         | 1 258       | ± 2.9 %        |
| Public Policy Polling | 7 au 9 septembre    | 53 %         | 42 %        | 11         | 1 122       | ± 2.9 %        |

### Ohio
18 grands électeurs
Vainqueur: Barack Obama
Source: RealClearPolitics
| Source                      | Date de réalisation         | Barack Obama | Mitt Romney | Différence | Échantillon | Marge d'erreur |
| --------------------------- | --------------------------- | ------------ | ----------- | ---------- | ----------- | -------------- |
| Gravis Marketing            | 4 au 5 novembre             | 49 %         | 48 %        | 1          | 1 316       | ± 2.7 %        |
| Rasmussen Reports           | 4 novembre                  | 49 %         | 49 %        | Égalité    | 750         | ± 4.0 %        |
| Public Policy Polling       | 3 au 4 novembre             | 52 %         | 47 %        | 5          | 1 000       | ± 3.1 %        |
| SurveyUSA                   | 1er au 4 novembre           | 49 %         | 44 %        | 5          | 803         | ± 3.5 %        |
| University of Cincinnati    | 31 octobre au 4 novembre    | 50 %         | 49 %        | 1          | 901         | ± 3.3 %        |
| Columbus Dispatch           | 24 octobre au 3 novembre    | 50 %         | 48 %        | 2          | 1 501       | ± 2.2 %        |
| Rasmussen Reports           | 1er novembre                | 49 %         | 49 %        | Égalité    | 750         | ± 4.0 %        |
| Marist College              | 31 octobre 1er novembre     | 51 %         | 45 %        | 6          | 971         | ± 3.1 %        |
| CNN/Opinion Research Center | 30 octobre 1er novembre     | 50 %         | 47 %        | 3          | 796         | ± 3.5 %        |
| WeAskAmerica                | 30 octobre 1er novembre     | 50 %         | 46 %        | 4          | 1 649       | ± 2.6 %        |
| University of Cincinnati    | 25 au 30 octobre            | 48 %         | 46 %        | 2          | 1 182       | ± 2.9 %        |
| SurveyUSA                   | 26 au 29 octobre            | 48 %         | 45 %        | 3          | 603         | ± 4.1 %        |
| Rasmussen Reports           | 28 octobre                  | 48 %         | 50 %        | 2          | 750         | ± 4.0 %        |
| Public Policy Polling       | 26 au 28 octobre            | 51 %         | 47 %        | 4          | 718         | ± 3.7 %        |
| Quinnipiac University       | 23 au 28 octobre            | 50 %         | 45 %        | 5          | 1 110       | ± 3.0 %        |
| Gravis Marketing            | 27 octobre                  | 50 %         | 49 %        | 1          | 730         | ± 3.6 %        |
| American Research Group     | 23 au 25 octobre            | 49 %         | 47 %        | 2          | 600         | ± 4.0 %        |
| Purple Strategies           | 23 au 25 octobre            | 46 %         | 44 %        | 2          | 600         | ± 4.0 %        |
| CNN/Opinion Research Center | 23 au 25 octobre            | 50 %         | 46 %        | 4          | 741         | ± 3.5 %        |
| Rasmussen Reports           | 23 octobre                  | 48 %         | 48 %        | Égalité    | 750         | ± 4.0 %        |
| Time                        | 22 au 23 octobre            | 49 %         | 44 %        | 5          | 783         | ± 3.0 %        |
| Cincinnati Enquirer         | 18 au 23 octobre            | 49 %         | 49 %        | Égalité    | 1 015       | ± 3.1 %        |
| SurveyUSA                   | 20 au 22 octobre            | 47 %         | 44 %        | 3          | 609         | ± 4.1 %        |
| Suffolk University          | 18 au 21 octobre            | 47 %         | 47 %        | Égalité    | 600         | ± 4.0 %        |
| Public Policy Polling       | 18 au 20 octobre            | 49 %         | 48 %        | 1          | 532         | ± 4.3 %        |
| Quinnipiac University       | 17 au 20 octobre            | 50 %         | 45 %        | 5          | 1 548       | ± 3.0 %        |
| Gravis Marketing            | 18 au 19 octobre            | 47 %         | 47 %        | Égalité    | 1 943       | ± 2.2 %        |
| Fox News                    | 17 au 18 octobre            | 46 %         | 43 %        | 3          | 1 131       | ± 3.0 %        |
| Rasmussen Reports           | 17 octobre                  | 49 %         | 48 %        | 1          | 750         | ± 4.0 %        |
| SurveyUSA                   | 12 au 15 octobre            | 45 %         | 42 %        | 3          | 613         | ± 4.0 %        |
| Public Policy Polling       | 12 au 13 octobre            | 51 %         | 46 %        | 5          | 880         | ± 3.3 %        |
| Rasmussen Reports           | 10 octobre                  | 48 %         | 47 %        | 1          | 750         | ± 4.0 %        |
| Gravis Marketing            | 6 au 10 octobre             | 45 %         | 46 %        | 1          | 1 313       | ± 2.7 %        |
| Marist College              | 7 au 9 octobre              | 51 %         | 45 %        | 6          | 994         | ± 3.1 %        |
| American Research Group     | 5 au 8 octobre              | 47 %         | 48 %        | 1          | 600         | ± 4.0 %        |
| CNN/Opinion Research Center | 7 au 9 octobre              | 51 %         | 47 %        | 4          | 722         | ± 3.5 %        |
| SurveyUSA                   | 5 au 8 octobre              | 45 %         | 44 %        | 1          | 808         | ± 3.5 %        |
| Rasmussen Reports           | 4 octobre                   | 50 %         | 49 %        | 1          | 500         | ± 4.5 %        |
| WeAskAmerica                | 4 octobre                   | 46 %         | 47 %        | 1          | 1 200       | ± 3.0 %        |
| Marist College              | 30 septembre au 1er octobre | 51 %         | 43 %        | 8          | 931         | ± 3.2 %        |
| Public Policy Polling       | 27 au 30 septembre          | 49 %         | 45 %        | 4          | 897         | ± 3.3 %        |
| Columbus Dispatch           | 19 au 29 septembre          | 51 %         | 42 %        | 9          | 1 662       | ± 2.2 %        |
| Quinnipiac University       | 18 au 24 septembre          | 53 %         | 43 %        | 10         | 1 162       | ± 3.0 %        |
| Washington Post             | 19 au 23 septembre          | 52 %         | 44 %        | 8          | 759         | ± 4.5 %        |
| Gravis Marketing            | 21 au 22 septembre          | 45 %         | 44 %        | 1          | 594         | ± 4.3 %        |
| Purple Strategies           | 15 au 19 septembre          | 48 %         | 44 %        | 4          | 600         | ± 4.0 %        |
| Fox News                    | 16 au 18 septembre          | 49 %         | 42 %        | 7          | 1 009       | ± 3.0 %        |
| University of Cincinnati    | 13 au 18 septembre          | 51 %         | 46 %        | 5          | 861         | ± 3.3 %        |
| McLaughlin and Associates   | 13 au 15 septembre          | 47 %         | 44 %        | 3          | 600         | ± 4.0 %        |
| Rasmussen Reports           | 12 septembre                | 47 %         | 46 %        | 1          | 500         | ± 4.5 %        |
| American Research Group     | 10 au 12 septembre          | 48 %         | 47 %        | 1          | 600         | ± 4.0 %        |
| Marist College              | 9 au 11 septembre           | 50 %         | 43 %        | 7          | 979         | ± 3.1 %        |
| Public Policy Polling       | 7 au 9 septembre            | 50 %         | 45 %        | 5          | 1 072       | ± 3.0 %        |
| Gravis Marketing            | 7 au 8 septembre            | 47 %         | 43 %        | 4          | 1 548       | ± 2.7 %        |

### Oklahoma
7 grands électeurs
Vainqueur: Mitt Romney
Source: RealClearPolitics
| Source      | Date de réalisation | Barack Obama | Mitt Romney | Différence | Échantillon | Marge d'erreur |
| ----------- | ------------------- | ------------ | ----------- | ---------- | ----------- | -------------- |
| Sooner Poll | 18 au 24 octobre    | 33 %         | 59 %        | 26         | 305         | ± 5.6 %        |

### Oregon
7 grands électeurs
Vainqueur: Barack Obama
Source: RealClearPolitics
| Source           | Date de réalisation | Barack Obama | Mitt Romney | Différence | Échantillon | Marge d'erreur |
| ---------------- | ------------------- | ------------ | ----------- | ---------- | ----------- | -------------- |
| The Oregonian    | 25 au 28 octobre    | 47 %         | 41 %        | 6          | 405         | ± 5.0 %        |
| Hoffman Research | 24 au 25 octobre    | 47 %         | 42 %        | 5          | 615         | ± 3.9 %        |
| SurveyUSA        | 16 au 18 octobre    | 49 %         | 42 %        | 7          | 579         | ± 4.2 %        |
| SurveyUSA        | 10 au 13 septembre  | 50 %         | 41 %        | 9          | 552         | ± 4.3 %        |

### Pennsylvanie
20 grands électeurs
Vainqueur: Barack Obama
Source: RealClearPolitics
| Source                        | Date de réalisation | Barack Obama | Mitt Romney | Différence | Échantillon | Marge d'erreur |
| ----------------------------- | ------------------- | ------------ | ----------- | ---------- | ----------- | -------------- |
| Gravis Marketing              | 4 novembre          | 49 %         | 46 %        | 3          | 1 060       | ± 3.0 %        |
| Public Policy Polling         | 2 au 3 novembre     | 52 %         | 46 %        | 6          | 790         | ± 3.5 %        |
| Morning Call                  | 1er au 3 novembre   | 49 %         | 46 %        | 3          | 430         | ± 5.0 %        |
| Susquehanna University        | 29 au 31 octobre    | 47 %         | 47 %        | Égalité    | 800         | ± 3.5 %        |
| Franklin and Marshall College | 23 au 28 octobre    | 49 %         | 45 %        | 4          | 547         | ± 4.2 %        |
| Philadelphia Inquirer         | 23 au 25 octobre    | 49 %         | 43 %        | 6          | 600         | ± 4.0 %        |
| Rasmussen Reports             | 24 octobre          | 51 %         | 46 %        | 5          | 500         | ± 4.5 %        |
| Gravis Marketing              | 21 octobre          | 48 %         | 45 %        | 3          | 887         | ± 3.3 %        |
| Morning Call                  | 17 au 21 octobre    | 50 %         | 45 %        | 5          | 444         | ± 5.0 %        |
| Public Policy Polling         | 12 au 14 octobre    | 51 %         | 44 %        | 7          | 500         | ± 4.4 %        |
| Quinnipiac University         | 12 au 14 octobre    | 50 %         | 46 %        | 4          | 1 519       | ± 2.5 %        |
| Morning Call                  | 10 au 14 octobre    | 49 %         | 45 %        | 4          | 438         | ± 5.0 %        |
| Rasmussen Reports             | 9 octobre           | 51 %         | 46 %        | 5          | 500         | ± 4.5 %        |
| Philadelphia Inquirer         | 4 au 8 octobre      | 50 %         | 42 %        | 8          | 600         | ± 4.0 %        |
| Susquehanna University        | 4 au 6 octobre      | 47 %         | 45 %        | 2          | 725         | ± 3.7 %        |
| Siena College                 | 1er au 5 octobre    | 43 %         | 40 %        | 3          | 545         | ± 4.2 %        |
| Quinnipiac University         | 18 au 24 septembre  | 54 %         | 42 %        | 12         | 1 162       | ± 3.0 %        |
| Morning Call                  | 22 au 26 septembre  | 49 %         | 42 %        | 7          | 427         | ± 5.0 %        |
| Franklin and Marshall College | 18 au 23 septembre  | 52 %         | 43 %        | 9          | 392         | ± 4.9 %        |
| Susquehanna University        | 18 au 20 septembre  | 47 %         | 45 %        | 2          | 800         | ± 3.5 %        |
| Mercyhurst University         | 12 au 20 septembre  | 48 %         | 40 %        | 8          | 522         | ± 4.3 %        |
| Rasmussen Reports             | 19 septembre        | 51 %         | 39 %        | 12         | 500         | ± 4.5 %        |
| WeAskAmerica                  | 18 septembre        | 48 %         | 42 %        | 6          | 1 214       | ± 2.9 %        |
| Morning Call                  | 10 au 16 septembre  | 50 %         | 41 %        | 9          | 640         | ± 4.0 %        |
| Philadelphia Inquirer         | 9 au 12 septembre   | 50 %         | 39 %        | 11         | 600         | ± 4.0 %        |

### Rhode Island
4 grands électeurs
Vainqueur: Barack Obama
Source: RealClearPolitics
| Source                 | Date de réalisation       | Barack Obama | Mitt Romney | Différence | Échantillon | Marge d'erreur |
| ---------------------- | ------------------------- | ------------ | ----------- | ---------- | ----------- | -------------- |
| Fleming and Associates | 24 au 27 octobre          | 54 %         | 33 %        | 21         | 601         | ± 4.0 %        |
| Brown University       | 26 septembre au 5 octobre | 58 %         | 32 %        | 26         | 471         | ± 4.5 %        |
| Fleming and Associates | 26 au 29 septembre        | 57 %         | 33 %        | 24         | 501         | ± 4.4 %        |

### Tennessee
11 grands électeurs
Vainqueur: Mitt Romney
Source: RealClearPolitics
| Source                            | Date de réalisation | Barack Obama | Mitt Romney | Différence | Échantillon | Marge d'erreur |
| --------------------------------- | ------------------- | ------------ | ----------- | ---------- | ----------- | -------------- |
| Middle Tennessee State University | 16 au 21 octobre    | 34 %         | 59 %        | 25         | 609         | ± 4.0 %        |

### Texas
38 grands électeurs
Vainqueur: Mitt Romney
Source: RealClearPolitics
| Source                                | Date de réalisation | Barack Obama | Mitt Romney | Différence | Échantillon | Marge d'erreur |
| ------------------------------------- | ------------------- | ------------ | ----------- | ---------- | ----------- | -------------- |
| Baselice and Associates               | 10 au 14 octobre    | 38 %         | 54 %        | 16         | 851         | ± 3.4 %        |
| Texas Lyceum                          | 10 au 26 septembre  | 39 %         | 58 %        | 19         | 443         | ± 4.7 %        |
| Wilson Perkins Allen Opinion Research | 9 au 11 septembre   | 40 %         | 55 %        | 15         | 1 000       | ± 3.1 %        |

### Utah
6 grands électeurs
Vainqueur: Mitt Romney
Source: RealClearPolitics
| Source      | Date de réalisation | Barack Obama | Mitt Romney | Différence | Échantillon | Marge d'erreur |
| ----------- | ------------------- | ------------ | ----------- | ---------- | ----------- | -------------- |
| Mason-Dixon | 29 au 31 octobre    | 25 %         | 70 %        | 45         | 625         | ± 4.0 %        |

### Vermont
3 grands électeurs
Vainqueur: Barack Obama

### Virginie
13 grands électeurs
Vainqueur: Barack Obama
Source: RealClearPolitics
| Source                  | Date de réalisation         | Barack Obama | Mitt Romney | Différence | Échantillon | Marge d'erreur |
| ----------------------- | --------------------------- | ------------ | ----------- | ---------- | ----------- | -------------- |
| Rasmussen Reports       | 4 novembre                  | 48 %         | 50 %        | 2          | 750         | ± 4.0 %        |
| Public Policy Polling   | 3 au 4 novembre             | 51 %         | 47 %        | 4          | 975         | ± 3.1 %        |
| Marist College          | 1er au 2 novembre           | 48 %         | 47 %        | 1          | 1 165       | ± 2.9 %        |
| WeAskAmerica            | 30 octobre au 1er novembre  | 49 %         | 48 %        | 1          | 1 069       | ± 3.0 %        |
| Quinnipiac University   | 23 au 28 octobre            | 49 %         | 47 %        | 2          | 1 074       | ± 3.0 %        |
| Gravis Marketing        | 23 au 28 octobre            | 48 %         | 48 %        | Égalité    | 645         | ± 3.9 %        |
| Roanoke College         | 23 au 26 octobre            | 44 %         | 49 %        | 5          | 638         | ± 4.0 %        |
| Washington Post         | 22 au 26 octobre            | 51 %         | 47 %        | 4          | 1 228       | ± 3.5 %        |
| Purple Srategies        | 23 au 25 octobre            | 47 %         | 47 %        | Égalité    | 600         | ± 4.0 %        |
| Rasmussen Reports       | 24 octobre                  | 48 %         | 50 %        | 2          | 750         | ± 4.0 %        |
| Fox News                | 23 au 24 octobre            | 45 %         | 47 %        | 2          | 1 126       | ± 3.0 %        |
| Rasmussen Reports       | 18 octobre                  | 47 %         | 50 %        | 3          | 750         | ± 4.0 %        |
| Old Dominion University | 19 septembre au 17 octobre  | 50 %         | 43 %        | 7          | 465         | ± 3.4 %        |
| American Research Group | 12 au 14 octobre            | 47 %         | 48 %        | 1          | 600         | ± 4.0 %        |
| Rasmussen Reports       | 11 octobre                  | 47 %         | 49 %        | 2          | 750         | ± 4.0 %        |
| Marist College          | 7 au 9 octobre              | 47 %         | 48 %        | 1          | 981         | ± 3.1 %        |
| Quinnipiac University   | 4 au 9 octobre              | 51 %         | 46 %        | 5          | 1 288       | ± 3.0 %        |
| Public Policy Polling   | 4 au 7 octobre              | 50 %         | 47 %        | 3          | 725         | ± 3.7 %        |
| Rasmussen Reports       | 11 octobre                  | 47 %         | 49 %        | 2          | 750         | ± 4.0 %        |
| WeAskAmerica            | 4 octobre                   | 45 %         | 48 %        | 3          | 1 200       | ± 3.0 %        |
| Marist College          | 30 septembre au 1er octobre | 48 %         | 46 %        | 2          | 969         | ± 3.1 %        |
| Roanoke College         | 19 au 28 septembre          | 48 %         | 40 %        | 8          | 589         | ± 4.0 %        |
| American Research Group | 24 au 27 septembre          | 49 %         | 47 %        | 2          | 600         | ± 4.0 %        |
| Suffolk University      | 24 au 26 septembre          | 49 %         | 47 %        | 2          | 600         | ± 4.0 %        |
| Purple Strategies       | 15 au 19 septembre          | 46 %         | 43 %        | 3          | 600         | ± 4.0 %        |
| Fox News                | 16 au 18 septembre          | 50 %         | 43 %        | 7          | 1 006       | ± 3.0 %        |
| WeAskAmerica            | 17 septembre                | 49 %         | 46 %        | 3          | 1 238       | ± 2.8 %        |
| Quinnipiac University   | 11 au 17 septembre          | 50 %         | 46 %        | 4          | 1 474       | ± 3.0 %        |
| Public Policy Polling   | 13 au 16 septembre          | 51 %         | 46 %        | 5          | 1 021       | ± 3.1 %        |
| Washington Post         | 12 au 16 septembre          | 52 %         | 44 %        | 8          | 847         | ± 4.0 %        |
| Rasmussen Reports       | 13 septembre                | 49 %         | 48 %        | 1          | 500         | ± 4.5 %        |
| Marist College          | 9 au 11 septembre           | 49 %         | 44 %        | 5          | 996         | ± 3.1 %        |
| Gravis Marketing        | 8 au 9 septembre            | 44 %         | 49 %        | 5          | 2 238       | ± 2.2 %        |

### Virginie-Occidentale
5 grands électeurs
Vainqueur: Mitt Romney

### Washington
12 grands électeurs
Vainqueur: Barack Obama
Source: RealClearPolitics
| Source                | Date de réalisation | Barack Obama | Mitt Romney | Différence | Échantillon | Marge d'erreur |
| --------------------- | ------------------- | ------------ | ----------- | ---------- | ----------- | -------------- |
| Public Policy Polling | 1er au 3 novembre   | 53 %         | 46 %        | 7          | 932         | ± 3.2 %        |
| SurveyUSA             | 28 au 31 octobre    | 54 %         | 40 %        | 14         | 555         | ± 4.2 %        |
| The Washington Poll   | 18 au 31 octobre    | 57 %         | 36 %        | 21         | 632         | ± 3.9 %        |
| Strategies 360        | 17 au 20 octobre    | 52 %         | 39 %        | 13         | 500         | ± 4.4 %        |
| The Washington Poll   | 1er au 16 octobre   | 52 %         | 43 %        | 9          | 644         | ± 3.9 %        |
| Rasmussen Reports     | 14 octobre          | 55 %         | 42 %        | 13         | 500         | ± 4.5 %        |
| SurveyUSA             | 12 au 14 octobre    | 54 %         | 40 %        | 14         | 543         | ± 4.3 %        |
| SurveyUSA             | 28 au 30 septembre  | 56 %         | 36 %        | 20         | 540         | ± 4.3 %        |
| Rasmussen Reports     | 26 septembre        | 52 %         | 41 %        | 11         | 500         | ± 4.5 %        |
| Gravis Marketing      | 21 au 22 septembre  | 56 %         | 39 %        | 17         | 625         | ± 4.6 %        |
| Elway Poll            | 9 au 12 septembre   | 53 %         | 36 %        | 17         | 405         | ± 5.0 %        |
| SurveyUSA             | 7 au 9 septembre    | 54 %         | 38 %        | 16         | 524         | ± 4.4 %        |

### Washington (district de Columbia)
3 grands électeurs
Vainqueur: Barack Obama

### Wisconsin
10 grands électeurs
Vainqueur: Barack Obama
Source: RealClearPolitics
| Source                | Date de réalisation        | Barack Obama | Mitt Romney | Différence | Échantillon | Marge d'erreur |
| --------------------- | -------------------------- | ------------ | ----------- | ---------- | ----------- | -------------- |
| Public Policy Polling | 2 au 3 novembre            | 51 %         | 48 %        | 3          | 1 256       | ± 2.8 %        |
| WeAskAmerica          | 30 octobre au 1er novembre | 52 %         | 45 %        | 7          | 1 210       | ± 3.0 %        |
| Rasmussen Reports     | 29 octobre                 | 49 %         | 49 %        | Égalité    | 750         | ± 4.0 %        |
| Marist College        | 28 au 29 octobre           | 49 %         | 46 %        | 3          | 1 065       | ± 3.0 %        |
| St. Norbert College   | 25 au 29 octobre           | 51 %         | 42 %        | 9          | 402         | ± 5.0 %        |
| Marquette University  | 25 au 28 octobre           | 51 %         | 43 %        | 8          | 1 243       | ± 2.8 %        |
| Rasmussen Reports     | 25 octobre                 | 49 %         | 49 %        | Égalité    | 500         | ± 4.5 %        |
| Rasmussen Reports     | 18 octobre                 | 50 %         | 48 %        | 2          | 500         | ± 4.5 %        |
| Mason-Dixon           | 15 au 17 octobre           | 48 %         | 46 %        | 2          | 625         | ± 4.0 %        |
| Marist College        | 15 au 17 octobre           | 51 %         | 45 %        | 6          | 1 013       | ± 3.1 %        |
| Marquette University  | 11 au 14 octobre           | 49 %         | 48 %        | 1          | 870         | ± 3.4 %        |
| Rasmussen Reports     | 9 octobre                  | 51 %         | 49 %        | 2          | 500         | ± 4.5 %        |
| Quinnipiac University | 4 au 9 octobre             | 50 %         | 47 %        | 3          | 1 327       | ± 3.0 %        |
| Public Policy Polling | 4 au 6 octobre             | 49 %         | 47 %        | 2          | 979         | ± 3.1 %        |
| Marquette University  | 27 au 30 septembre         | 53 %         | 42 %        | 11         | 894         | ± 3.3 %        |
| WeAskAmerica          | 20 au 23 septembre         | 53 %         | 41 %        | 12         | 1 238       | ± 2.8 %        |
| Public Policy Polling | 18 au 19 septembre         | 52 %         | 45 %        | 7          | 842         | ± 3.4 %        |
| Marist College        | 16 au 18 septembre         | 50 %         | 45 %        | 5          | 968         | ± 3.2 %        |
| Rasmussen Reports     | 17 septembre               | 49 %         | 46 %        | 3          | 500         | ± 4.5 %        |
| Quinnipiac University | 11 au 17 septembre         | 51 %         | 45 %        | 6          | 1 485       | ± 3.0 %        |
| Marquette University  | 13 au 16 septembre         | 54 %         | 40 %        | 14         | 601         | ± 4.1 %        |

### Wyoming
3 grands électeurs
Vainqueur: Mitt Romney